# Gahee
《leegahee》는 대한민국의 가수 이가희의 데뷔 음반이다. 정석원이 5년 만에 이 앨범의 프로듀서를 통해서 컴백했으며, 총 4억 원의 제작비로 만들어진 음반이다.

## 타이틀 곡
초기 타이틀 곡은 〈오빠는 황보래용〉이었으나, MBC에서 방송불가를 받아 급히 타이틀 곡을 〈바람 맞던 날〉로 정했다. 하지만, 몇 번 활동도 못했다.

## 곡 목록
1. 밀 [정석원 작사,작곡,편곡]
2. 떠나지 마요 [정석원 작사,작곡 Saint Binary 편곡]
3. 서릿발 [MGR 작사,작곡 이준호 편곡]
4. 오빠는 황보래용[1]  [정석원 작사,작곡 황성제 편곡]
5. 부럽다 [정석원 작사 MGR 작곡 MGR, 정석원 편곡]
6. 1년만의 전화 [정석원 작사,작곡,편곡]
7. 그것만은 안 돼요 [정석원 작사 MGR 작곡 박용준 편곡]
8. 이런 걸 바래 [정석원 작사,작곡,편곡]
9. 얄짤무 [이승환 이지은 작사 이승환 황성제 작곡 황성제 편곡]
10. 바람맞던 날 [정석원 작사,작곡,편곡]
11. 머리카락 줘 [정석원 작사,작곡,편곡]
12. 추억속의 그대(Remake) [윤 상 작사,작곡 하림 편곡]

## 방송금지곡과 금지 사유

### MBC
2.떠나지 마요 [정석원 작사,작곡 Saint Binary 편곡]
- '나 그냥 죽어버릴래' -자살방조-

3.서릿발 [MGR 작사,작곡 이준호 편곡]
- 심한 욕설,외계어

4.오빠는 황보래용 [정석원 작사,작곡 황성제 편곡]
- 배불뚝이,대머리 비하

6.1년만의 전화 [정석원 작사,작곡,편곡]
- 심한 욕설,외계어

7.그것만은 안 돼요 [정석원 작사 MGR 작곡 박용준 편곡]
- 직설적인 가사 '자는 건 아직 안 돼요'

8.이런 걸 바래 [정석원 작사,작곡,편곡]
- 특정 연예인의 실명 거론, 간접광고 '이효리'

9.얄짤무 [이승환 이지은 작사 이승환 황성제 작곡 황성제 편곡]
- 설교조의 가사

11.머리카락 줘 [정석원 작사,작곡,편곡]
- 공포스러운 분위기. 직설적인 가사

### KBS
3.서릿발 [MGR 작사,작곡 이준호 편곡] 

6.1년만의 전화 [정석원 작사,작곡,편곡]

7.그것만은 안 돼요 [정석원 작사 MGR 작곡 박용준 편곡]

9.얄짤무 [이승환 이지은 작사 이승환 황성제 작곡 황성제 편곡]

## STAFF
- Produced by 정석원
- Executive Producer 장호일
- Co-Produced by 포이동 드림팀(MGR 이승환 황성제 류재경 김정도 윤종신)
- Recorded by 류재경 at Shin's Studio(현 Team Dopio), 김한구 at Df, 엄현우 at Seoul Studio, 정석원 at MOS, 노양수 at Rock Record Studio
- Mixed by 노양수 at Rock Record Studio, 김한구 at Df
- Mastered by Steve Hall at Future Disc Studios(Hollywood)
- Assistant Engineers 김정도 at Shin's Studio(현 Team Dopio), 김원진 at Seoul Studio, 박경준 at Rock Record Studio
- Management at Platinum Ent. (현 B-mine Ent.)